# یواس‌اس آدریان (آی‌دی-۲۳۶۲)
یواس‌اس آدریان (آی‌دی-۲۳۶۲) (به انگلیسی: USS Adrian (ID-2362)) یک کشتی بود که طول آن ۱۲۵ فوت ۷ اینچ (۳۸٫۲۸ متر) بود. این کشتی در سال ۱۹۱۱ ساخته شد.